# Svatojánský poplužní dvůr
Svatojánský poplužní dvůr je hospodářská usedlost v Praze 8-Střížkově v ulici Střížkovská, na severním okraji nejstarší části obce. Je chráněna jako kulturní památka České republiky.

## Historie
Rozlehlá barokní usedlost postavená v polovině 18. století byla několikrát rozšiřována. Kolem velkého otevřeného dvora byly soustředěny budovy obytné a hospodářské, celý areál obklopovala ohradní zeď.
Dochovala se pouze obytná patrová budova a k ní připojená hospodářská budova s dvoulodním klenutým prostorem v přízemí. Stavba rekonstruovaná roku 1989 byla nevhodně doplněna vestavěnými novodobými vikýři ve střeše.